# Zophopetes dysmephila
Zophopetes dysmephila (Trimen, 1868) è un lepidottero appartenente alla famiglia Hesperiidae, diffuso nel continente africano.

## Descrizione
È una farfalla dall'aspetto robusto dalla colorazione marrone. Le ali anteriori presentano un margine bianco e tre piccole macchie dello stesso colore sul lato superiore; il lato inferiore delle ali posteriori ha invece delle macchie nere. Le antenne hanno l'apice ricurvo. L'apertura alare misura circa 4-4,5 cm. Il periodo di volo è il crepuscolo.

## Biologia
La larva non è mai stata descritta ma è certo che si sviluppi sulle palme, e specialmente su quella da datteri (Phoenix dactylifera).

## Distribuzione e habitat
È diffusa in buona parte dell'Africa subsahariana; l'areale si estende dal Sudafrica all'Eritrea e al Senegal. Vive nelle pianure e si può trovare nelle foreste, lungo le rive dei fiumi e nelle savane.